# Beznokte vidre
Beznokte vidre (Aonyx) rod su afričkih zvijeri koje pripadaju potporodici Lutrinae unutar porodice Mustelidae.

## Izgled
Beznokte su vidre dobile ime po svojim prednjim šapama, gdje su kanžde zakržljale ili potpuno nestale pa prsti nalikuju na ljudske. Ovaj doživljaj pojačan je pomaknutim plivaćim kožicama i prilično velikom pokretljivošću prstiju. Krzno beznoktih vidri smećkaste je boje; donji dijelovi svjetlije su obojeni, dok na licu, vratu i prsima mogu biti prisutne bijele mrlje. Poput svih vidri, beznokte vidre imaju vitka, duguljasta tijela s kratkim udovima i mišićavim repom. Dostižu duljinu tijela od 0.6 do 1.0 metar, dok duljina tijela iznosi od 40 do 71 centimetar. Teže od 13 do 34 kilograma, što ih čini znatno težima od kratkonoktih vidri.

## Prehrana
Zubala južnoafričke beznokte vidre i kongoanske beznokte vidre razlikuju se, pa se tako razlikuju i njihove preference u hranjenju. Južnoafrička beznokta vidra ima čvrste, široke sjekutiće, što sugerira na prehranu školjkašima i ostalim mekušcima, dok su zubi kongoanske beznokte vidre zašiljeniji, što sugerira na prehranu manjim kralješnjacima i jajima.

## Ponašanje
Beznokte su vidre većinom noćne životinje, ili bivaju aktivne u sumrak i zoru. Zbog naravi njihovih kandži, beznokte vidre ne kopaju vlastite brloge pa se povlače ispod drveća ili obližnju vegetaciju. Žive većinom samotnjački, no teritoriji višebrojnih vidri često se preklapaju te ih ponekad životinje zajedno brane ili se zajedno kreću u potrazi za hranom.

## Razmnožavanje
Gestacija beznoktih vidri u pravilu traje do 63 dana, nakon kojih majka na svijet donosi dva do tri mladunca. Mladunčad ostaje ovisna o majci sljedeću godinu dana.

## Vrste
Potporodica broji 3 vrste:
- južnoafrička beznokta vidra (Aonyx capensis)
- kongoanska beznokta vidra (Aonyx congicus)
- orijentalna kratkonokta vidra (Aonyx cinereus).